# Horvatia
Horvatia é um género botânico pertencente à família das orquídeas (Orchidaceae).